# Донецьквибухпром
Донецьквибухпром — підприємство з виконання буровибухових робіт на гірничодобувних підприємствах будівельної індустрії та промислових будматеріалів Донбасу.
Створене в 1959 році. Нині входить до складу Державного підприємства "Науково-виробниче об'єднання "Павлоградський хімічний завод"
Забезпечує: виконання буровибухових робіт на договірній основі, спеціальні роботи з обвалення будов і споруд, руйнування фундаментів, проходку траншей, підривання льоду, риття котлованів, ліквідацію наслідків стихійних лих тощо. Працює близько 100 осіб.
Адреса: 340055, Україна, Донецьк, вул. Челюскінців, 16.